# Strabon

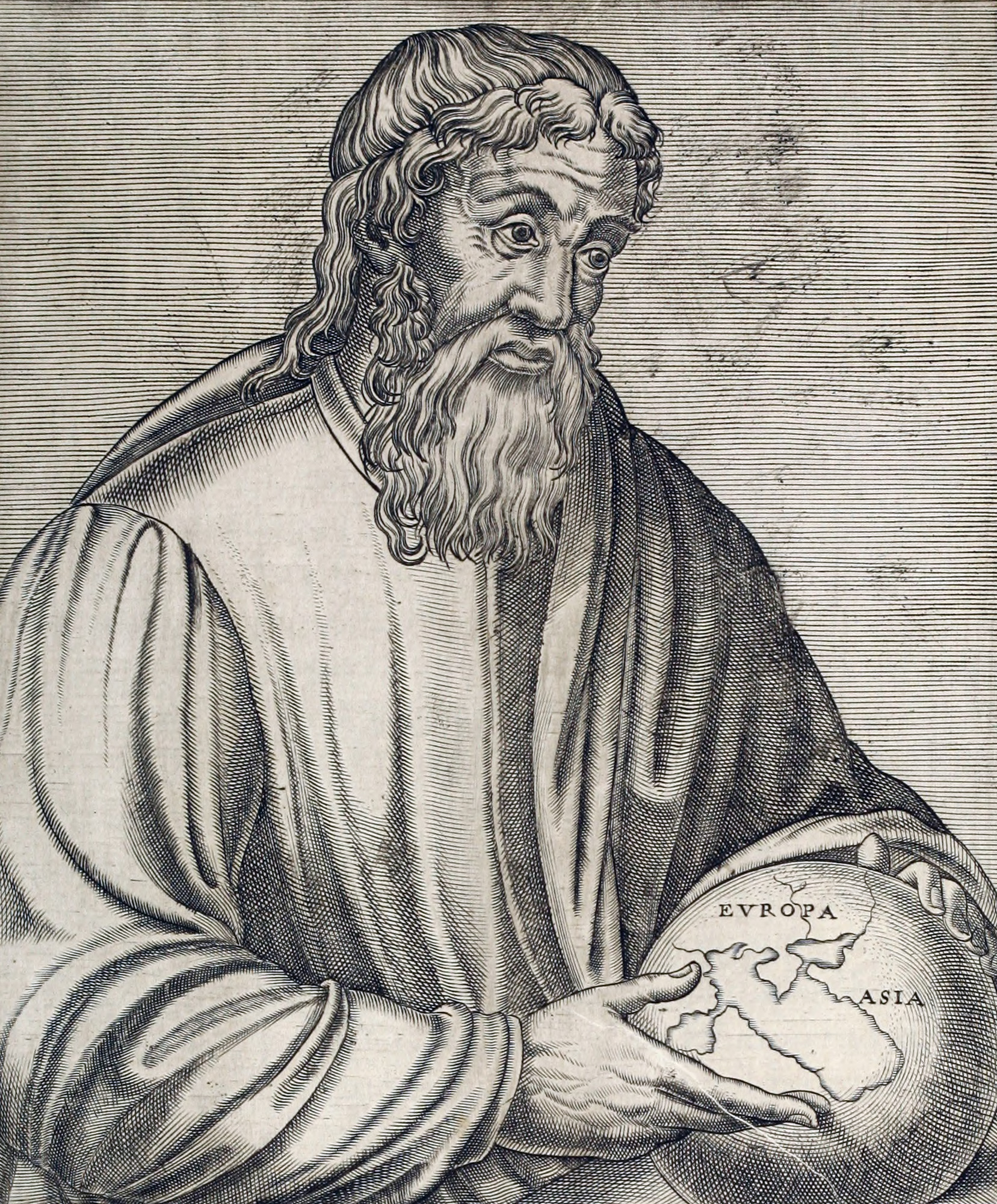
Strabon (XVI-wieczna rycina)

Strabon (gr. Στράβων, ur. ok. 63 r. p.n.e. w Amasei, zm. ok. 24 r. n.e.) – grecki geograf, historyk i podróżnik. 

## Życiorys
Pochodził z zamożnej rodziny. Rodzina jego matki powiązana była z hellenistycznymi władcami Pontu, Mitrydatesem V i VI. Studiował retorykę u Aristodemosa (Aristodemus) w Nyssie. W 7 r. p.n.e. przybył do Rzymu, gdzie spotkał Serwiliusza Isaurikusa. Studiował też u geografa Tyranniona (Tyrannio) i filozofa Ksenarchosa (Xenarchus). Poznał dzieła Arystotelesa, przechowywane w rzymskiej bibliotece Sulli. 
Politycznie popierał rzymskie imperium. Podróżował, ale nie aż tyle, jakby to wynikało z jego omawianego dalej dzieła. W 29 r. p.n.e. odwiedził Gyaros, Cyklady, Kretę i Korynt. Od 25 r. p.n.e. przebywał w Egipcie. Był w Aleksandrii, później popłynął Nilem do Aswanu (Asuan) i granic Etiopii razem z prefektem Egiptu Gajuszem Gallusem. 

## Dzieło twórcze

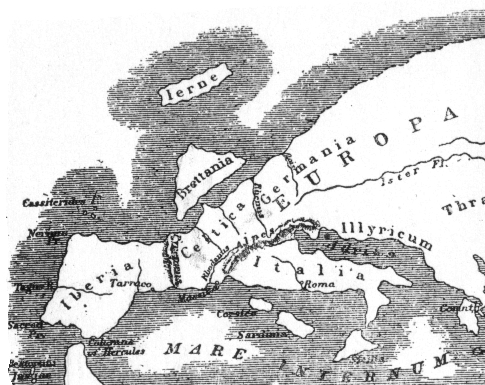
Mapa Europy według Strabona

Autor ukończonej po 21 r. Geographica hypomnemata (Γεωγραφικά ὑπομνήματα), spisanej w 17 księgach – rodzaju encyklopedii, zawierającej podstawowe definicje geograficzne, opisy znanych mu krajów, około 4000 nazw geograficznych oraz wiele informacji z zakresu nauk przyrodniczych, medycyny, historii i innych dziedzin. Jest to najważniejsze dzieło geograficzne starożytności. 
Księgi 1-2 zawierają zagadnienia z geografii fizycznej, księgi 3-10 opisują geografię Europy, ks. 11-16 – geografię Azji, a ks. 17 – Afryki. Z ośmiu ksiąg o Europie 2 dotyczą Hiszpanii i Galii, 2 – Sycylii i Italii, 1 – północno-wschodniej Europy, 3 Hellady. 15 księga zawiera opis Indii i Persji, 16 – Asyrii, Syrii, Babilonii i Arabii. Z 17 ksiąg nie zachował się żaden oryginał, 13 tomów jest znanych z odpisów.
Dzieło swoje mógł pisać w Rzymie, ale nie odnotował tego np. Pliniusz. Być może Geografia została ukończona w Aleksandrii. 
Pierwsze publikacje Geografii miały miejsce w 7 r., ponowne wydanie w 18 r. Całość została wydana prawdopodobnie pośmiertnie, po 21 r., jako że Strabon wspomina śmierć Juby, króla Mauretanii. 
Najstarsze zachowane fragmenty pochodzą z odpisu na papirusie, datowanego na 80-280 lat po śmierci autora. W Geografii Strabon wspomina też, że napisał Zapiski historyczne (Historika hypomnemata), w 43 księgach, które przepadły. Odnotował je Plutarch, honorując Strabona mianem filozofa i historyka. Żydowski historyk Józef Flawiusz, czerpiąc z niego, nazywa Strabona Kapadocjaninem. 
Jego geografia miała cechy geografii polityczno-wojskowej dla elit, dlatego zawiera opisy zasobności krain, handlu, wytwórczości i potencjalnych konfliktów etnicznych, lecz nie była rzetelnym źródłem. Czerpał z dzieł 200 lat starszego Eratostenesa, 100 lat starszego Hipparcha oraz z Posejdoniosa. Za Hipparchem cytował, że nie ma dobrej geografii bez współrzędnych geograficznych. W porównaniu do Eratostenesa, Strabon nie zawsze poszerzał dotychczasową wiedzę, np. wątpił w istnienie kartagińskiej wyspy Cerne na zachód od Afryki. Był niechętny Pyteaszowi, za to zgodny z Polibiuszem. Raz zacytował pisma Cezara.